# Orphée aux Enfers
Pour les articles homonymes, voir Orphée (homonymie) et Orphée et Eurydice.
Versions successives
- Version initiale en deux actes et quatre tableaux
- Deuxième version en quatre actes et douze tableaux, 7 février 1874 au Théâtre de la Gaîté.

Personnages
- Orphée, ténor
- Eurydice, soprano
- Aristée-Pluton, ténor
- Jupiter, baryton
- L'Opinion Publique, mezzo-soprano
- Junon, soprano
- Mars, baryton
- Vénus, soprano
- Cupidon, mezzo-soprano
- Diane, soprano
- Minerve, soprano
- Mercure, ténor
- John Styx, ténor

Airs
- Duo du concerto - acte I
- Rondo des métamorphoses - acte II
- Galop infernal d'Orphée aux Enfers - acte II

Orphée aux Enfers est un opéra bouffe en deux actes et quatre tableaux d’Hector Crémieux et Ludovic Halévy, sur une musique de Jacques Offenbach, créé le 21 octobre 1858 au théâtre des Bouffes-Parisiens, puis dans une seconde version d'opéra féerique triomphale en quatre actes et douze tableaux le 7 février 1874 au théâtre de la Gaîté de Paris. Son Galop infernal d'Orphée aux Enfers (no 15) est repris et arrangé en French cancan de 1868 (voir cancan-chahut-cancan).

## Distribution
- Orphée, ténor
- Eurydice, soprano
- Aristée-Pluton, ténor
- Jupiter, baryton
- L'Opinion publique, mezzo-soprano
- Junon, soprano
- Mars, baryton
- Vénus, soprano
- Cupidon, mezzo-soprano
- Diane, soprano
- Minerve, soprano
- Mercure, ténor
- John Styx, ténor

## Créateurs
- Orphée : Henri Tayau (1858) / Meyronnet (1874)
- Eurydice : Lise Tautin (1858) / Marie Cico, puis Anna Dartaux (1874)
- Aristée-Pluton : Léonce (1858) / Achille-Félix Montaubry (1874)
- Jupiter : Désiré (1858) / Christian (1874)
- L'Opinion publique : Marguerite Macé-Montrouge (1858) / É. Gilbert (1874)
- Junon : Enjalbert (1858) / Pauline Lyon (1874)
- Mars : Floquet (1858) / Gravier (1874)
- Vénus : Marie Garnier (1858) / Angèle (1874)
- Cupidon : Coralie Geoffroy (1858) / Denise Matz-Ferrare (1874)
- Diane : Chabert (1858) / Berthe Perret (1874)
- Minerve : Marie Cico (1858)
- Mercure : Jean-Paul (1858) / Pierre Grivot (1874)
- John Styx : Bache (1858) / Alexandre (1874)
- Bacchus : Antognini (1858)
- Caron : Duvernoy (1858)
- Morphée : Marchand (1858)
- Cerbère : Tautin père (1858)
- Eaque : Jean-Paul (1874)

- Autres créateurs de 1874 : Castello, Durieu, Iriart, Julia H., Maury, Blanche Méry, Mette, Morini, Étienne Scipion, Jules Vizentini.

## Résumé

### Version en deux actes de 1858

#### Acte I

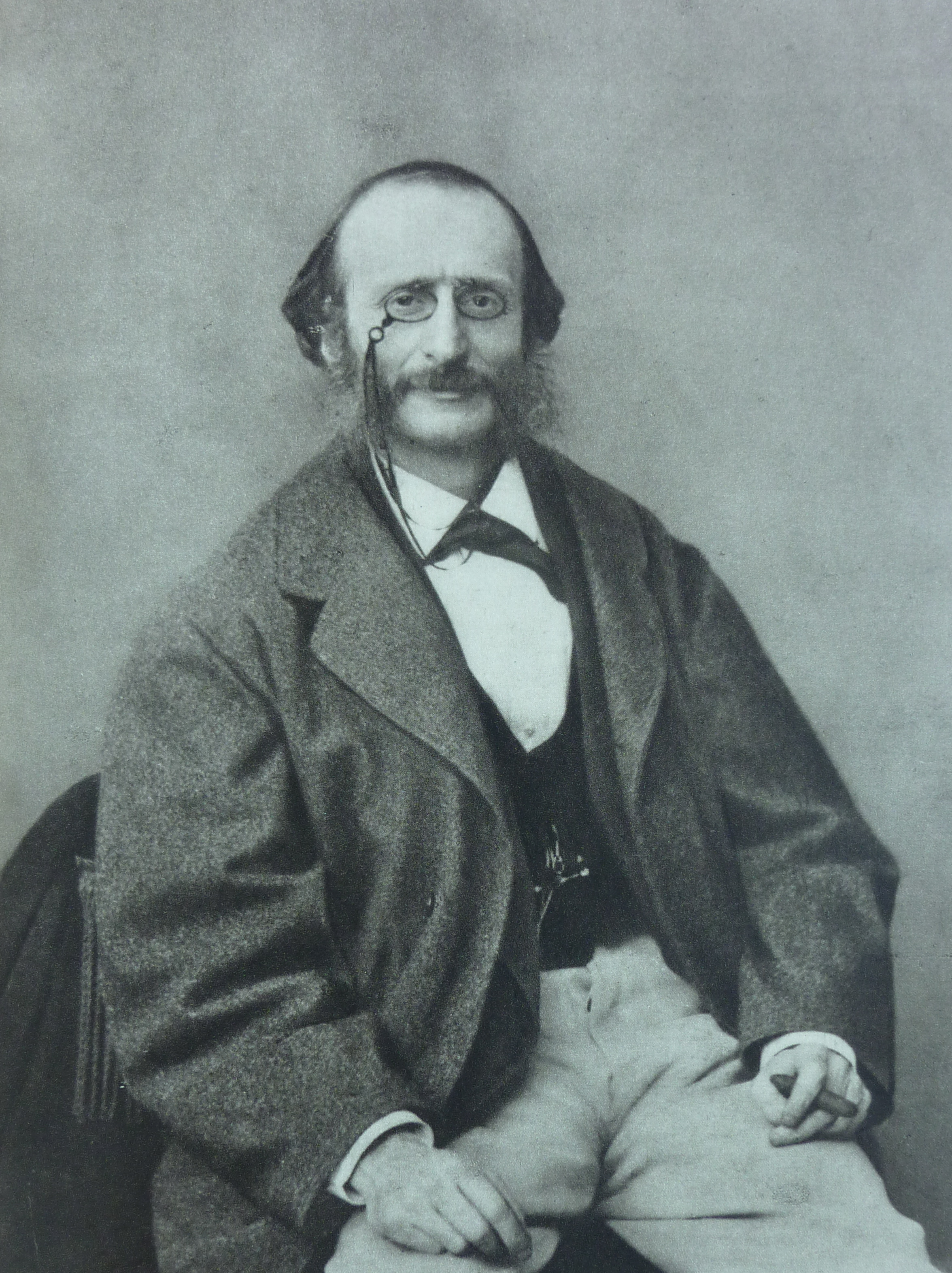
Jacques Offenbach par Nadar

Orphée aux Enfers du théâtre des Bouffes-Parisiens en 1866

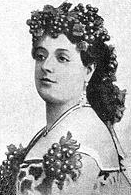
Lise Tautin en costume d'Eurydice (1858)

Le couple formé par le violoniste Orphée et Eurydice n’est pas au mieux de sa forme : la jeune femme flirte avec le berger Aristée pour qui elle cueille des fleurs, tandis qu'Orphée charme une Nymphe avec sa musique à laquelle sa femme est plus que réfractaire. Les deux époux se détestent cordialement et Orphée n’hésite pas à agacer Eurydice en lui jouant son concerto d’une heure un quart au violon. Étant « esclave » de l’opinion publique et du regard des autres, Orphée ne peut envisager le divorce. En accord avec Aristée, il dépose un piège à loup dans le champ de blé dans lequel Eurydice folâtre avec son berger et s’en va donner ses leçons de musique. Aristée, qui n’est berger qu’en apparence et n’est autre que Pluton le seigneur des enfers déguisé, attire Eurydice dans le champ piégé. Cette dernière tombe dans le traquenard et est tuée par le piège. Pluton révèle son identité et l’enlève dans la sombre demeure de l’enfer dont il est roi, non sans avoir laissé à Orphée un message annonçant la mort de sa femme : « Je quitte la maison parce que je suis morte, Aristée est Pluton, et le diable m’emporte. »
De retour chez lui, Orphée trouve la note et danse de joie en remerciant Jupiter de l’avoir délivré de sa femme et se réjouissant déjà de sa nouvelle vie avec sa nymphe. Hélas, c’est sans compter sur l’Opinion Publique qui débarque criant à l’anathème et oblige Orphée à la suivre pour aller trouver Jupiter afin de lui réclamer sa femme : « Viens, c’est l’honneur qui t’appelle et l’honneur passe avant l’amour ». Dépité, Orphée est contraint de suivre l’Opinion Publique.
Dans l’Olympe, domaine des dieux, rien ne va plus, et Jupiter tente de sauver les apparences auprès des mortels. Il a ainsi transformé le chasseur Actéon en cerf, que Diane la chaste chasseresse avait pris pour amant, afin de sauver l'honneur de la mythologie. Toutefois, il semble que Jupiter soit loin de montrer l’exemple lui-même, et sa femme Junon le suspecte même d’avoir enlevé Eurydice. Jupiter clame pour sa part son innocence et lui annonce qu’il suspecte Pluton, hypothèse bientôt confirmée par Mercure que Jupiter avait envoyé espionner en enfer. Junon, soulagée, part déjeuner pendant que Jupiter, coureur de jupons invétéré, s’intéresse à Eurydice que l’on dit fort belle. Il convoque Pluton pour lui faire avouer l’enlèvement. Ce dernier, pour « sauver sa peau », organise la révolte des dieux et demi-dieux de l’Olympe contre le règne tyrannique de « papa Piter », le sempiternel ciel bleu et le régime insipide de nectar et d’ambroisie. Les déesses et Cupidon révèlent les nombreuses métamorphoses que « Jupin » a utilisées pour séduire des mortelles et Pluton conclut que si Jupiter se sent obligé de prendre l’apparence d’animaux pour aller séduire ces dames, c’est qu’il est en fait si laid qu’il n’ose pas se montrer tel qu’il est.
C’est alors que l’on annonce l’entrée d’Orphée accompagné de l’Opinion Publique. Toujours soucieux des apparences à l'égard des mortels, Jupiter enjoint à tout le monde de se calmer et dispose les dieux pour un charmant tableau d’ensemble ; il réclame aussi « sa foudre du dimanche ».
Poussé par l’Opinion Publique, Orphée demande sans conviction à Jupiter qu’on lui rende sa femme enlevée par Pluton. Jupiter, qui entrevoit ici la possibilité de conquérir Eurydice, accepte et annonce qu’il ira lui-même en enfer délivrer Eurydice. Les dieux toujours fatigués de la vie paradisiaque de l’Olympe demandent à Jupiter de l’accompagner dans les tréfonds de l’enfer. Ce dernier accepte, et tout le monde part gaiement vers la demeure de Pluton.

#### Acte II

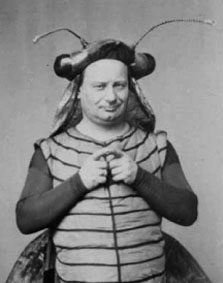
Désiré dans le rôle de Jupiter, en costume de mouche (1858)

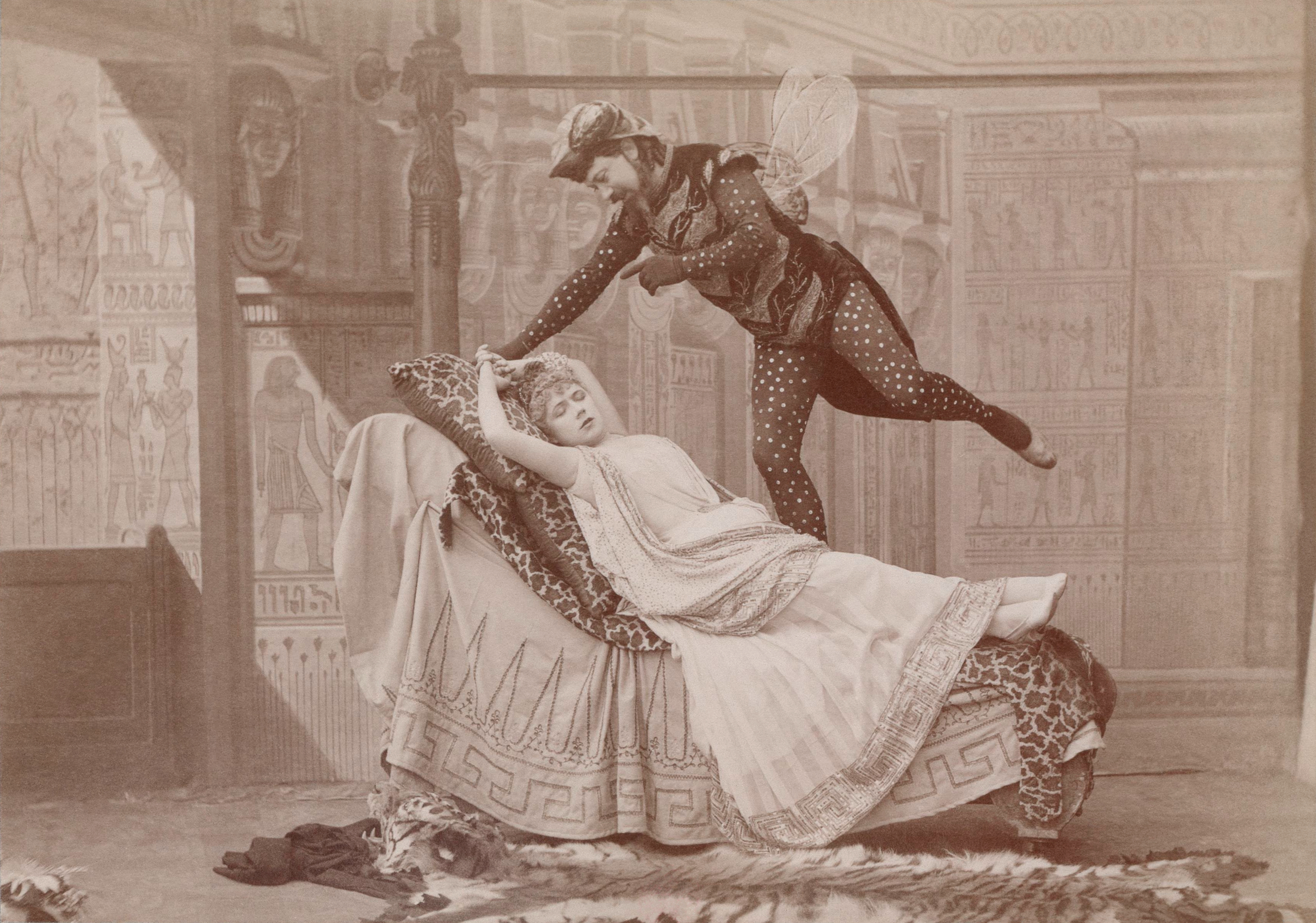
Jeanne Granier (Eurydice) et Eugène Vauthier (Jupiter) envolé dans Orphée aux Enfers. 1887.

Laissée seule sous la garde d'un geôlier-bouffon nommé John Styx, Eurydice s'ennuie fermement et est contrainte de supporter Styx qui tente maladroitement de la charmer. Elle en vient presque à regretter son mari lorsqu'elle est brutalement enfermée car Pluton débarque talonné par Jupiter. Pluton constate avec soulagement que John Styx a réussi à faire rentrer Eurydice à temps et clame donc son innocence. Jupiter remarque une porte munie d'une serrure et devine qu'Eurydice est enfermée derrière. Il s'excuse auprès de Pluton pour ses fausses accusations et lui annonce qu'il va de ce pas rejoindre la fête que le seigneur des enfers a organisée pour les dieux. Mais à l'abri des regards, il demande à Cupidon de le transformer pour lui permettre d'atteindre Eurydice. Ce dernier le métamorphose en mouche pour qu'il puisse séduire Eurydice. Celle-ci, charmée par l'arrivée d'un compagnon ailé, capture la mouche qui émet de charmants bourdonnements. Aussi est-elle tout étonnée lorsque la mouche se transforme en homme et lui parle.
Jupiter lui explique qu'il veut l'enlever mais qu'il doit participer à la fête de Pluton s'il ne veut pas éveiller les soupçons. Il déguise Eurydice en bacchante et ils s'en vont se joindre aux invités pour danser le menuet et le galop. À la fin du galop infernal, Jupiter tente de s'enfuir, mais est arrêté par Pluton qui avait reconnu Eurydice et qui est donc bien obligé d'avouer qu'il l'avait bel et bien enlevée. Les dieux n'ont pas le temps de se disputer, car Orphée et l'Opinion Publique arrivent et Jupiter est contraint de tenir sa promesse et de rendre sa femme à Orphée. Il ajoute toutefois une condition expresse autant qu'inexplicable à son geste : Orphée doit quitter les lieux en marchant devant Eurydice et ne pas se retourner avant d'avoir franchi le Styx, faute de quoi sa femme lui serait reprise à jamais. Voyant qu'Orphée ne profite pas de l'occasion en or qu'il lui a donnée pour se débarrasser de sa femme, Jupiter, dieu de la foudre, déclenche un éclair dont il a le secret qui fait sursauter et se retourner Orphée. Eurydice lui est reprise mais n'ira ni à Pluton, ni à Jupiter, car ce dernier en fait une bacchante.

## Réception de l'œuvre
Orphée aux Enfers est le premier opéra-bouffe d'Offenbach dont le livret repose sur une satire de la mythologie. Ce parti-pris a suscité, entre autres, des réactions de condamnation parmi certaines critiques de l'époque, qui y voyaient une sorte de profanation d'un héritage essentiel.
On retrouve cette attitude chez Zola : la scène d'ouverture de son roman Nana est le récit de la première d'une opérette intitulée La Blonde Vénus, qui ressemble très fortement à Orphée aux Enfers, et dont il fait une description assez dépréciative : « Ce carnaval des dieux, l'Olympe traîné dans la boue, toute une religion, toute une poésie bafouée, semblèrent un régal exquis. La fièvre de l'irrévérence gagnait le monde lettré des premières représentations ; on piétinait sur la légende, on cassait les antiques images. [...] Depuis longtemps, au théâtre, le public ne s'était vautré dans de la bêtise plus irrespectueuse. Cela le reposait. »
L’œuvre a néanmoins connu un immense succès public, comptabilisant plus de 1 000 représentations du vivant du compositeur.

## Citations et emprunts
- Dans le final de l'acte I, Jacques Offenbach et ses librettistes citent l'opéra Orphée et Eurydice que Christoph Willibald Gluck présenta à Paris en 1774 :

| ORPHÉE. On m'a ravi mon Eurydice DIANE, CUPIDON et VÉNUS. Rien n'égale son tourment Orphée aux Enfers (première version, en 2 actes et 4 tableaux de 1858), N°9 | ORPHÉE. J'ai perdu mon Eurydice Rien n'égale mon malheur Orphée et Eurydice, N°19 |

## Postérité
- En 1864, Jacques Offenbach citera, à l'orchestre, ses Couplets (N°8) dans La Belle Hélène.
- Le Galop infernal d'Orphée aux Enfers (no 15) est devenu, quelques décennies plus tard, le thème musical principal du French cancan, danse associée à Offenbach.
- Le 1er janvier 1980, l'ouverture est jouée lors du concert du nouvel an à Vienne dirigé par le chef d'orchestre américain Lorin Maazel. Il s'agit de la première œuvre d'un compositeur non autrichien à y être interprétée.
- Orphée aux Enfers est entré au répertoire du théâtre national de l'Opéra-Comique (RTLN) en 1970 puis de l'Opéra de Paris en 1987.

## Représentations notables
- Orphée aux enfers à l'Opéra de Paris, du 20 janvier au 2 février 1988
- Orphée aux enfers à l'Opéra de Nice, du 2 au 4 décembre 2022
- Orphée aux enfers au théâtre du Capitole, du 24 janvier au 2 février 2025
- Orphée aux enfers par Oya Kephale au Théâtre Armande Béjart d'Asnières-sur-Seine, du 21 au 29 mars 2025